# Distretto di Gazipur
Il distretto di Gazipur è un distretto del Bangladesh situato nella divisione di Dacca. Si estende su una superficie di 1 741,53 km² e conta una popolazione di 3 403 912  abitanti (dato censimento 2011).

## Suddivisioni amministrative
Il distretto si suddivide nei seguenti sottodistretti (upazila):
- Gazipur Sadar
- Sreepur
- Kaliakair
- Kapasia
- Kaliganj